# Raúl Salinas de Gortari
Raúl Salinas de Gortari (n. Monterrey, Nuevo León, 24 de agosto de 1946) es un ingeniero civil, funcionario público y empresario mexicano, hermano del expresidente de México Carlos Salinas de Gortari,  que se desempeñó en la administración pública federal de México de 1975 a 1995, en instituciones como la Secretaría de Asentamientos Humanos y Obras Públicas, la Secretaría de Programación y Presupuesto, el Programa Nacional de Solidaridad y la Compañía Nacional de Subsistencias Populares.
En 2023 ha sido nombrado Embajador de buena voluntad para el empoderamiento tecnológico y sostenible por la JFMO Servicios en Intermediación Pública, organización con estatus de consultivo del Consejo Económico y Social de las Naciones Unidas.

## Biografía
Raúl Salinas de Gortari estudió la licenciatura en Ingeniería Civil en la Facultad de Ingeniería de la Universidad Nacional Autónoma de México y tiene estudios de posgrado en la École Nationale Des Ponts Et Chaussees y en la Université de Paris.
Fue 10 años director general adjunto de Grupo IUSA, empresa mexicana de alta ingeniería fundada en 1938, desde agosto de 2019 es Asesor de la Presidencia del Grupo.
En 2016 publicó su libro "Empoderamiento Ciudadano a través de la Tecnología Archivado el 10 de julio de 2019 en Wayback Machine." el cual fue presentado en la Feria del Libro de Guadalajara.

## Publicaciones
- Evaluación de proyectos y selección de tecnología en los países subdesarrollados
- La Ingeniería para la Infraestructura del Medio Rural
- Tecnología, empleo y construcción en el desarrollo de México
- Por la Soberanía Alimentaria: Enfoques y Perspectivas
- Agrarismo y agricultura en el México Independiente y Postrevolucionario
- DICONSA en la modernización comercial y la regulación del abasto popular
- Rural Reform in Mexico: The View From The Comarca Lagunera In 1993
- Telecomunicaciones en México ante el reto de la Integración
- Todo lo que el Juez ignoró para sentenciarme
- Diario del Infierno de Almoloya
- Diálogos de un día
- Muerte Calculada
- El amante. Dos Ventanas a la vida
- El Secreto, un día
- Pinceladas de Libertad
- Empoderamiento Ciudadano a través de la Tecnología[5][6]
- Guillén de Lampart. Un Reclamo de Justicia[7].

## Actividad académica
Ha sido profesor en las áreas de Investigación y Aprendizaje, así como de Planeación, en la Facultad de Ingeniería de la Universidad Nacional Autónoma de México, de Evaluación de Proyectos en la Facultad de Economía de la misma universidad, e investigador visitante en el Centro de Estudios México – Estados Unidos de la Universidad de California, San Diego. Es miembro del Colegio de Ingenieros Civiles de México, en la cual fue director de Estudios de Planeación en el XVI Consejo Directivo y director general de Análisis de Profesión. En la Sociedad Mexicana de Ingenieros fue vicepresidente del Comité Directivo Estatal, así como miembro de la Junta de Honor y miembro del Consejo Político Nacional del PRI.  
Es Consejero de la Sociedad de Exalumnos de la Facultad de Ingeniería de la UNAM. En 1982 fue nombrado académico de número de la Academia Mexicana de Ingeniería. También es socio activo de la Sociedad Mexicana de Geografía y Estadística desde 1985.

## Actividad cultural
Ha sido socio-patrono de la Fundación Olga y Rufino Tamayo, socio-fundador de la Academia de Música del Palacio de Minería y miembro del Consejo Directivo de esta misma en 1991, así como miembro del Patronato Amigos del Centro Histórico de Coyoacán.

## Espionaje
Fue víctima 5 años de espionaje por la Dirección Federal de Seguridad, una agencia de inteligencia mexicana, donde su vida personal se vio comprometida. El gobierno mexicano lo reconoció hasta 2020 al ser publicado por el Archivo General de la Nación.

## Actividad deportiva
Fue miembro del Equipo Ecuestre Mexicano en los Juegos Panamericanos de 1971, celebrados en Cali, Colombia. En 1972 fue Campeón Nacional de Salto de la Federación Ecuestre Mexicana, miembro de la Federación Ecuestre Internacional. También ha sido parte del  Equipo Ecuestre Mexicano durante el Campeonato The Royal Winter Fair de 1969 en Toronto, Canadá, y durante el Campeonato Mundial de 1970, celebrado en La Baule-Escoublac, Francia.

## Procesos judiciales en su contra
El 28 de febrero de 1995 fue arrestado por órdenes del entonces presidente Ernesto Zedillo, de acuerdo a las propias declaraciones del expresidente. De esta acusación, en 2005 recuperó su libertad y, posteriormente, en todas las investigaciones sobre su patrimonio obtuvo sentencias absolutorias, sumando un total de 6 sentencias en 5 Tribunales Unitarios de Circuito y 1 Tribunal Colegiado de Circuito.   
El 14 de junio de 2005 Raúl Salinas salió libre después de diez años en la cárcel al ser absuelto del crimen de su ex cuñado José Francisco Ruiz Massieu; acudió al noticiero de Joaquín López Dóriga a brindarle su agradecimiento por un reportaje que aportó pruebas de un testigo llamado Fernando Rodríguez a quien le pagaron 500,000 dólares la PGR para que declarara en su contra.
El 9 de octubre de 1996 en un gran dispositivo, la Procuraduría General de la República (PGR) llegó a la finca El Encanto y con la ayuda de Francisca Zetina, conocida como "La Paca", quien se hizo pasar como vidente, presentaban a los medios de comunicación una osamenta, lo cual fue tomado por los medios de comunicación, por la PGR y Pablo Chapa Bezanilla como los restos del desaparecido diputado Manuel Muñoz Rocha. Después de un análisis de dicha osamenta realizado por la Procuraduría General de Justicia del Distrito Federal, encabezada entonces por José Antonio González Fernández, se determinó que los restos no pertenecían a Manuel Muñoz Rocha y que se trató de un engaño basado en la siembra de pruebas y la compra de testigos falsos; todo ello precipitó la caída de Chapa Bezanilla de la subprocuraduría creada ex profeso para aclarar los crímenes del candidato presidencial del PRI, Luis Donaldo Colosio, y posteriormente de José Francisco Ruiz Massieu, exgobernador de Guerrero, líder electo de los diputados del PRI y secretario general de dicho partido en funciones.
Finalmente, en 2014, se dio a conocer en medios de comunicación como el periódico Reforma y Milenio (periódico), que tras ser investigado fue exonerado y considerado inocente.